# Neulußheim (przystanek kolejowy)
Neulußheim (niem: Bahnhof Neulußheim) – przystanek kolejowy w Neulußheim, w kraju związkowym Badenia-Wirtembergia, w Niemczech. Według DB Station&Service ma kategorię 5. Znajduje się na linii Mannheim – Rastatt. 

## Linie kolejowe
- Linia Mannheim – Rastatt